# A Dexter epizódjainak listája
Ez a cikk a Dexter epizódjainak listáját tartalmazza.
A sorozat 2006. október 1-én indult a Showtime televíziós csatornán az Amerikai Egyesült Államokban, 2013-ban elkaszálták, de 2020-ban berendelték a 9. évadot. Magyarországon a Viasat 3 kezdte vetíteni 2007-ben. Az 5. évadtól átkerült a Viasat 6-ra.

## Évadáttekintés
| Évad | Évad | Részek száma | Részek száma | Eredeti sugárzás     | Eredeti sugárzás     | Eredeti adó | Magyar sugárzás     | Magyar sugárzás      | Magyar adó |
| Évad | Évad | Részek száma | Részek száma | Évadbemutató         | Évadzáró             | Eredeti adó | Évadbemutató        | Évadzáró             | Magyar adó |
| ---- | ---- | ------------ | ------------ | -------------------- | -------------------- | ----------- | ------------------- | -------------------- | ---------- |
|      | 1.   | 12           | 12           | 2006. október 1.     | 2006. december 17.   | Showtime    | 2007. augusztus 31. | 2007. november 16.   | Viasat 3   |
|      | 2.   | 12           | 12           | 2007. szeptember 30. | 2007. december 16.   | Showtime    | 2008. november 11.  | 2009. január 27.     | Viasat 3   |
|      | 3.   | 12           | 12           | 2008. szeptember 28. | 2008. december 14.   | Showtime    | 2009. február 3.    | 2009. április 21.    | Viasat 3   |
|      | 4.   | 12           | 12           | 2009. szeptember 27. | 2009. december 13.   | Showtime    | 2010. augusztus 30. | 2010. november 22.   | Viasat 3   |
|      | 5.   | 12           | 12           | 2010. szeptember 26. | 2010. december 12.   | Showtime    | 2011. augusztus 13. | 2011. október 29.    | Viasat 6   |
|      | 6.   | 12           | 12           | 2011. október 2.     | 2011. december 18.   | Showtime    | 2013. június 3.     | 2013. augusztus 19.  | Viasat 6   |
|      | 7.   | 12           | 12           | 2012. szeptember 30. | 2012. december 16.   | Showtime    | 2014. április 14.   | 2014. június 30.     | Viasat 6   |
|      | 8.   | 12           | 12           | 2013. június 30.     | 2013. szeptember 22. | Showtime    | 2014. július 7.     | 2014. szeptember 22. | Viasat 6   |

## Epizódok

### 1. évad (2006)
| Sor. | Év. | Cím                                            | Rendező          | Író                                   | Premier                                | Nézettség   |
| ---- | --- | ---------------------------------------------- | ---------------- | ------------------------------------- | -------------------------------------- | ----------- |
| 1.   | 1.  | Régen és most (Dexter)                         | Michael Cuesta   | James Manos, Jr.                      | 2006. október 1. 2007. augusztus 31.   | 0,60 millió |
| 2.   | 2.  | Krokodil (Crocodile)                           | Michael Cuesta   | Clyde Phillips                        | 2006. október 8. 2007. szeptember 7.   | 0,72 millió |
| 3.   | 3.  | Kivirágzás (Popping Cherry)                    | Michael Cuesta   | Daniel Cerone                         | 2006. október 15. 2007. szeptember 14. |             |
| 4.   | 4.  | Segítsünk a fiúnak (Let's Give the Boy a Hand) | Robert Lieberman | Drew Z. Greenberg                     | 2006. október 22. 2007. szeptember 21. |             |
| 5.   | 5.  | Szerelem amerikai módra (Love American Style)  | Robert Lieberman | Melissa Rosenberg                     | 2006. október 29. 2007. szeptember 28. |             |
| 6.   | 6.  | Vissza a feladónak (Return to Sender)          | Tony Goldwyn     | Tim Schlattmann                       | 2006. november 5. 2007. október 5.     |             |
| 7.   | 7.  | A baráti kör (Circle of Friends)               | Steve Shill      | Daniel Cerone                         | 2006. november 12. 2007. október 12.   |             |
| 8.   | 8.  | A Doki segít (Shrink Wrap)                     | Tony Goldwyn     | Lauren Gussis                         | 2006. november 19. 2007. október 19.   |             |
| 9.   | 9.  | Az apák jobban tudják (Father Knows Best)      | Adam Davidson    | Melissa Rosenberg                     | 2006. november 26. 2007. október 26.   |             |
| 10.  | 10. | Vöröslátás (Seeing Red)                        | Michael Cuesta   | Kevin R. Maynard                      | 2006. december 3. 2007. november 2.    |             |
| 11.  | 11. | Az igazság pillanata (Truth Be Told)           | Keith Gordon     | Drew Z. Greenberg and Tim Schlattmann | 2006. december 7. 2007. november 9.    | 0,76 millió |
| 12.  | 12. | Szabadnak születtél (Born Free)                | Michael Cuesta   | Daniel Cerone and Melissa Rosenberg   | 2006. december 10. 2007. november 16.  | 1,08 millió |

### 2. évad (2007)
| Sor. | Év. | Cím                                                      | Rendező        | Író                                                                  | Premier                                 | Nézettség   |
| ---- | --- | -------------------------------------------------------- | -------------- | -------------------------------------------------------------------- | --------------------------------------- | ----------- |
| 13.  | 1.  | Még él! (It's Alive!)                                    | Tony Goldwyn   | Daniel Cerone                                                        | 2007. szeptember 30. 2008. november 11. | 1,01 millió |
| 14.  | 2.  | A fellélegzésre várni (Waiting to Exhale)                | Marcos Siega   | Clyde Phillips                                                       | 2007. október 7. 2008. november 18.     | 0,89 millió |
| 15.  | 3.  | Egy kényelmetlen hazugság (An Inconvenient Lie)          | Tony Goldwyn   | Melissa Rosenberg                                                    | 2007. október 14. 2008. november 25.    | 0,95 millió |
| 16.  | 4.  | Átlátszik (See-Through)                                  | Nick Gomez     | Scott Buck                                                           | 2007. október 21. 2008. december 2.     | 0,80 millió |
| 17.  | 5.  | A sötét védelmező (The Dark Defender)                    | Keith Gordon   | Tim Schlattmann                                                      | 2007. október 28. 2008. december 9.     | 0,63 millió |
| 18.  | 6.  | Dex, hazugság és videó (Dex, Lies, and Videotape)        | Nick Gomez     | Lauren Gussis                                                        | 2007. november 4. 2008. december 16.    |             |
| 19.  | 7.  | Azon az éjjel, egy erdő nőtt (That Night, A Forest Grew) | Jeremy Podeswa | Daniel Cerone                                                        | 2007. november 11. 2008. december 23.   | 0,84 millió |
| 20.  | 8.  | Eljő a reggel (Morning Comes)                            | Keith Gordon   | Scott Buck                                                           | 2007. november 18. 2008. december 30.   | 1,23 millió |
| 21.  | 9.  | Az ellenállás értelmetlen (Resistance Is Futile)         | Marcos Siega   | Melissa Rosenberg                                                    | 2007. november 25. 2009. január 6.      |             |
| 22.  | 10. | Valami van Harry-vel (There's Something About Harry)     | Steve Shill    | Scott Reynolds                                                       | 2007. december 2. 2009. január 13.      | 1,08 millió |
| 23.  | 11. | Balkanyar (Left Turn Ahead)                              | Marcos Siega   | Scott Buck & Tim Schlattmann                                         | 2007. december 9. 2009. január 20.      | 0,89 millió |
| 24.  | 12. | A brit invázió (The British Invasion)                    | Steve Shill    | Történet: Daniel Cerone & Melissa Rosenberg Tévéjáték: Daniel Cerone | 2007. december 16. 2009. január 27.     | 1,02 millió |

### 3. évad (2008)
| Sor. | Év. | Cím                                                   | Rendező          | Író                                                   | Premier                               | Nézettség   |
| ---- | --- | ----------------------------------------------------- | ---------------- | ----------------------------------------------------- | ------------------------------------- | ----------- |
| 25.  | 1.  | Apáink Útján (Our Father)                             | Keith Gordon     | Clyde Phillips                                        | 2008. szeptember 28. 2009. február 3. | 1,22 millió |
| 26.  | 2.  | Freebo nyomában (Finding Freebo)                      | Marcos Siega     | Melissa Rosenberg                                     | 2008. október 5. 2009. február 10.    | 0,79 millió |
| 27.  | 3.  | Az oroszlán alszik ma éjjel (The Lion Sleeps Tonight) | John Dahl        | Scott Buck                                            | 2008. október 12. 2009. február 17.   | 1,07 millió |
| 28.  | 4.  | Családban marad (All in the Family)                   | Keith Gordon     | Adam E. Fierro                                        | 2008. október 19. 2009. február 24.   | 0,86 millió |
| 29.  | 5.  | Kéjút Biminire (Turning Biminese)                     | Marcos Siega     | Tim Schlattmann                                       | 2008. október 26. 2009. március 3.    | 1,00 millió |
| 30.  | 6.  | A szög és a kalapács (Sí Se Puede)                    | Ernest Dickerson | Charles H. Eglee                                      | 2008. november 2. 2009. március 10.   | 1,04 millió |
| 31.  | 7.  | Minden jó, ha vége (Easy as Pie)                      | Steve Shill      | Lauren Gussis                                         | 2008. november 9. 2009. március 17.   | 0,83 millió |
| 32.  | 8.  | A pillangó röpte (The Damage a Man Can Do)            | Marcos Siega     | Scott Buck                                            | 2008. november 16. 2009. március 24.  | 0,96 millió |
| 33.  | 9.  | A sebezhetetlen (About Last Night)                    | Tim Hunter       | Történet: Scott Reynolds Tévéjáték: Melissa Rosenberg | 2008. november 23. 2009. március 31.  | 1,13 millió |
| 34.  | 10. | Külön utak (Go Your Own Way)                          | John Dahl        | Tim Schlattmann                                       | 2008. november 30. 2009. április 7.   | 1,34 millió |
| 35.  | 11. | Egy álom vége (I Had a Dream)                         | Marcos Siega     | Charles H. Eglee and Lauren Gussis                    | 2008. december 7. 2009. április 14.   |             |
| 36.  | 12. | Holtomiglan, holtodiglan (Do You Take Dexter Morgan?) | Keith Gordon     | Scott Buck                                            | 2008. december 14. 2009. április 21.  | 1,51 millió |

### 4. évad (2009)
| Sor. | Év. | Cím                                         | Rendező          | Író                                                                                    | Premier                                  | Nézettség   |
| ---- | --- | ------------------------------------------- | ---------------- | -------------------------------------------------------------------------------------- | ---------------------------------------- | ----------- |
| 37.  | 1.  | Élni egy álmot (Living the Dream)           | Marcos Siega     | Clyde Phillips                                                                         | 2009. szeptember 27. 2010. augusztus 30. | 1,52 millió |
| 38.  | 2.  | Sodródó részek (Remains to Be Seen)         | Brian Kirk       | Charles H. Eglee                                                                       | 2009. október 4. 2010. szeptember 6.     | 1,37 millió |
| 39.  | 3.  | Vakító fények (Blinded by the Light)        | Marcos Siega     | Scott Buck                                                                             | 2009. október 11. 2010. szeptember 13.   | 1,24 millió |
| 40.  | 4.  | Kikapcsolódás (Dex Takes a Holiday)         | John Dahl        | Melissa Rosenberg & Wendy West                                                         | 2009. október 18. 2010. szeptember 20.   | 1,51 millió |
| 41.  | 5.  | A gyanú árnyéka (Dirty Harry)               | Keith Gordon     | Tim Schlattmann                                                                        | 2009. október 25. 2010. szeptember 27.   | 1,68 millió |
| 42.  | 6.  | Ha lenne egy kalapácsom (If I Had a Hammer) | Romeo Tirone     | Lauren Gussis                                                                          | 2009. november 1. 2010. október 4.       | 1,88 millió |
| 43.  | 7.  | Holt víz (Slack Tide)                       | Tim Hunter       | Scott Buck                                                                             | 2009. november 8. 2010. október 12.      | 1,76 millió |
| 44.  | 8.  | Bűntudat (Road Kill)                        | Ernest Dickerson | Melissa Rosenberg & Scott Reynolds                                                     | 2009. november 15. 2010. október 18.     | 1,69 millió |
| 45.  | 9.  | A szent család (Hungry Man)                 | John Dahl        | Wendy West                                                                             | 2009. november 22. 2010. október 26.     | 1,76 millió |
| 46.  | 10. | A negyedik láncszem (Lost Boys)             | Keith Gordon     | Charles H. Eglee & Tim Schlattmann                                                     | 2009. november 29. 2010. november 5.     | 1,80 millió |
| 47.  | 11. | A bűnbak (Hello, Dexter Morgan)             | SJ Clarkson      | Scott Buck & Lauren Gussis                                                             | 2009. december 6. 2010. november 13.     | 2,11 millió |
| 48.  | 12. | Az igazság öl (The Getaway)                 | Steve Shill      | Történet: Scott Reynolds & Melissa Rosenberg Tévéjáték: Wendy West & Melissa Rosenberg | 2009. december 13. 2010. november 22.    | 2,58 millió |

### 5. évad (2010)
| Sor. | Év. | Cím                                     | Rendező          | Író                                                             | Premier                                  | Nézettség   |
| ---- | --- | --------------------------------------- | ---------------- | --------------------------------------------------------------- | ---------------------------------------- | ----------- |
| 49.  | 1.  | Én bűnöm (My Bad)                       | Steve Shill      | Chip Johannessen                                                | 2010. szeptember 26. 2011. augusztus 13. | 1,77 millió |
| 50.  | 2.  | Megvagy, zsivány! (Hello, Bandit)       | John Dahl        | Scott Buck                                                      | 2010. október 3. 2011. augusztus 20.     | 1,70 millió |
| 51.  | 3.  | Döglött állatok (Practically Perfect)   | Ernest Dickerson | Manny Coto                                                      | 2010. október 10. 2011. augusztus 27.    | 1,86 millió |
| 52.  | 4.  | Egy csöppnyi hit (Beauty and the Beast) | Milan Cheylov    | Jim Leonard                                                     | 2010. október 17. 2011. szeptember 3.    | 1,79 millió |
| 53.  | 5.  | Csalóka szivárvány (First Blood)        | Romeo Tirone     | Tim Schlattmann                                                 | 2010. október 24. 2011. szeptember 10.   | 1,94 millió |
| 54.  | 6.  | Hali halál (Everything is Illumenated)  | Steve Shill      | Wendy West                                                      | 2010. október 31. 2011. szeptember 17.   | 1,63 millió |
| 55.  | 7.  | A fény hozója (Circle Us)               | John Dahl        | Scott Buck                                                      | 2010. november 7. 2011. szeptember 24.   | 1,90 millió |
| 56.  | 8.  | Az önző Én (Take It!)                   | Romeo Tirone     | Manny Coto & Wendy West                                         | 2010. november 14. 2011. október 1.      | 1,94 millió |
| 57.  | 9.  | Ahol senki se látja (Teenage Wasteland) | Ernest Dickerson | Lauren Gussis                                                   | 2010. november 21. 2011. október 8.      | 2,11 millió |
| 58.  | 10. | 13-as (In the Beginning)                | Keith Gordon     | Scott Reynolds                                                  | 2010. november 28. 2011. október 15.     | 2,54 millió |
| 59.  | 11. | Se fekete, se fehér (Hop a Freighter)   | John Dahl        | Történet: Karen Campbell Tévéjáték: Scott Buck & Tim Schlattman | 2010. december 5. 2011. október 22.      | 2,26 millió |
| 60.  | 12. | A bosszúállók (The Big One)             | Steve Shill      | Chip Johannessen & Manny Coto                                   | 2010. december 12. 2011. október 29.     | 2,48 millió |

### 6. évad (2011)
| Sor. | Év. | Cím                                                   | Rendező          | Író                                            | Premier                                | Nézettség   |
| ---- | --- | ----------------------------------------------------- | ---------------- | ---------------------------------------------- | -------------------------------------- | ----------- |
| 61.  | 1.  | Hét kicsi kígyó (Those Kinds of Things)               | John Dahl        | Scott Buck                                     | 2011. október 2. 2013. június 3.       | 2,19 millió |
| 62.  | 2.  | Egyszer volt, hol nem volt (Once Upon a Time...)      | SJ Clarkson      | Tim Schlattmann                                | 2011. október 9. 2013. június 10.      | 1,71 millió |
| 63.  | 3.  | A rend uralma (Smokey and the Bandit)                 | Stefan Schwartz  | Manny Coto                                     | 2011. október 16. 2013. június 17.     | 1,50 millió |
| 64.  | 4.  | A végítélet lovasa (A Horse of a Different Color)     | John Dahl        | Lauren Gussis                                  | 2011. október 23. 2013. június 24.     | 1,89 millió |
| 65.  | 5.  | A halál angyala (The Angel of Death)                  | SJ Clarkson      | Scott Reynolds                                 | 2011. október 30. 2013. július 1.      | 1,80 millió |
| 66.  | 6.  | Szűntelen sötétség (Just Let Go)                      | John Dahl        | Jace Richdale                                  | 2011. november 6. 2013. július 8.      | 1,98 millió |
| 67.  | 7.  | Irány Nebraska (Nebraska)                             | Romeo Tirone     | Wendy West                                     | 2011. november 13. 2013. július 15.    | 1,99 millió |
| 68.  | 8.  | A mulasztás vétke (Sin of Omission)                   | Ernest Dickerson | Arika Lisanne Mittman                          | 2011. november 20. 2013. július 22.    | 2,05 millió |
| 69.  | 9.  | Hamis próféta (Get Gellar)                            | Seith Mann       | Karen Campbell                                 | 2011. november 27. 2013. július 29.    | 1,89 millió |
| 70.  | 10. | A nálunk nagyobb erő (Ricochet Rabbit)                | Michael Lehmann  | Jace Richdale & Lauren Gussis & Scott Reynolds | 2011. december 4. 2013. augusztus 5.   | 1,87 millió |
| 71.  | 11. | Angyali fenevad (Talk to the Hand)                    | Ernest Dickerson | Manny Coto & Tim Schlattmann                   | 2011. december 11. 2013. augusztus 12. | 1,92 millió |
| 72.  | 12. | Így ér véget a világ (This Is the Way the World Ends) | John Dahl        | Scott Buck & Wendy West                        | 2011. december 18. 2013. augusztus 19. | 2,23 millió |

### 7. évad (2012)
| Sor. | Év. | Cím                                             | Rendező          | Író                                            | Premier                                | Nézettség   |
| ---- | --- | ----------------------------------------------- | ---------------- | ---------------------------------------------- | -------------------------------------- | ----------- |
| 73.  | 1.  | A legfőbb titok (Are You...?)                   | John Dahl        | Scott Buck                                     | 2012. szeptember 30. 2014. április 14. | 2,40 millió |
| 74.  | 2.  | Napfény és fagylalt (Sunshine and Frosty Swirl) | Steve Shill      | Manny Coto                                     | 2012. október 7. 2014. április 21.     | 2,10 millió |
| 75.  | 3.  | A szabadság ára (Buck the System)               | Stefan Schwartz  | Jace Richdale                                  | 2012. október 14. 2014. április 28.    | 1,98 millió |
| 76.  | 4.  | Útvesztő (Run)                                  | John Dahl        | Wendy West                                     | 2012. október 21. 2014. május 5.       | 2,18 millió |
| 77.  | 5.  | A dagály ereje (Swim Deep)                      | Ernest Dickerson | Scott Reynolds                                 | 2012. október 28. 2014. május 12.      | 2,28 millió |
| 78.  | 6.  | Sisakvirág (Do the Wrong Thing)                 | Alik Sakharov    | Lauren Gussis                                  | 2012. november 4. 2014. május 19.      | 1,99 millió |
| 79.  | 7.  | Tinta és vér (Chemistry)                        | Holly Dale       | Manny Coto & Karen Campbell                    | 2012. november 11. 2014. május 26.     | 2,01 millió |
| 80.  | 8.  | Egy talpalattnyi Argentína (Argentina)          | Romeo Tirone     | Arika Lisanne Mittman                          | 2012. november 18. 2014. június 2.     | 2,25 millió |
| 81.  | 9.  | Harakiri (Helter Skelter)                       | Steve Shill      | Tim Schlattmann                                | 2012. november 25. 2014. június 9.     | 2,12 millió |
| 82.  | 10. | Báb a dróton (The Dark… Whatever)               | Michael Lehmann  | Lauren Gussis & Jace Richdale & Scott Reynolds | 2012. december 2. 2014. június 16.     | 2,08 millió |
| 83.  | 11. | A méregkeverő (Do You See What I See?)          | John Dahl        | Manny Coto & Wendy West                        | 2012. december 9. 2014. június 23.     | 2,60 millió |
| 84.  | 12. | Kígyó a jégen (Surprise, Motherfucker!)         | Steve Shill      | Scott Buck & Tim Schlattmann                   | 2012. december 16. 2014. június 30.    | 2,75 millió |

### 8. évad (2013)
| Sor. | Év. | Cím                                             | Rendező          | Író                            | Premier                                   | Nézettség   |
| ---- | --- | ----------------------------------------------- | ---------------- | ------------------------------ | ----------------------------------------- | ----------- |
| 85.  | 1.  | A suttogó (A Beautiful Day)                     | Keith Gordon     | Scott Buck                     | 2013. június 30. 2014. július 7.          | 2,48 millió |
| 86.  | 2.  | Üröm az örömben (Every Silver Lining...)        | Michael C. Hall  | Manny Coto                     | 2013. július 7. 2014. július 14.          | 2,52 millió |
| 87.  | 3.  | Izom-zsír arány (What's Eating Dexter Morgan?)  | Ernest Dickerson | Lauren Gussis                  | 2013. július 14. 2014. július 21.         | 2,43 millió |
| 88.  | 4.  | Kellék (Scar Tissue)                            | Stefan Schwartz  | Tim Schlattmann                | 2013. július 21. 2014. július 28.         | 2,47 millió |
| 89.  | 5.  | Halovány másolat (This Little Piggy)            | Romeo Tirone     | Scott Reynolds                 | 2013. július 28. 2014. augusztus 4.       | 2,55 millió |
| 90.  | 6.  | A sárga szalag túloldalán (A Little Reflection) | John Dahl        | Jace Richdale                  | 2013. augusztus 4. 2014. augusztus 11.    | 2,25 millió |
| 91.  | 7.  | Egy csapásra két legyet (Dress Code)            | Alik Sakharov    | Arika Lisanne Mittman          | 2013. augusztus 11. 2014. augusztus 18.   | 1,90 millió |
| 92.  | 8.  | Gyilkos szellemek árnya (Are We There Yet?)     | Holly Dale       | Wendy West                     | 2013. augusztus 18. 2014. augusztus 25.   | 1,94 millió |
| 93.  | 9.  | Kém program (Make Your Own Kind of Music)       | John Dahl        | Karen Campbell                 | 2013. augusztus 25. 2014. szeptember 1.   | 2,28 millió |
| 94.  | 10. | Hat öltés (Goodbye Miami)                       | Steve Shill      | Jace Richdale & Scott Reynolds | 2013. szeptember 8. 2014. szeptember 8.   | 2,34 millió |
| 95.  | 11. | A sóvárgás vége (Monkey in a Box)               | Ernest Dickerson | Tim Schlattmann & Wendy West   | 2013. szeptember 15. 2014. szeptember 15. | 2,40 millió |
| 96.  | 12. | A fény hiánya (Remember the Monsters?)          | Steve Shill      | Scott Buck & Manny Coto        | 2013. szeptember 22. 2014. szeptember 22. | 2,80 millió |

## Lásd még
- Dexter: Új vér
- Dexter: Eredendő bűn